# Bulgarie aux Jeux olympiques d'hiver de 1968
Cet article contient des informations sur la participation et les résultats de la Bulgarie aux Jeux olympiques d'hiver de 1968, qui ont eu lieu à Grenoble en France.

## Résultats

### Ski alpin

#### Hommes
| Athlète       | Épreuve      | Manche 1      | Manche 1 | Manche 2      | Manche 2 | Total         | Total |
| Athlète       | Épreuve      | Temps         | Rang     | Temps         | Rang     | Temps         | Rang  |
| ------------- | ------------ | ------------- | -------- | ------------- | -------- | ------------- | ----- |
| Petar Angelov | Descente     |               |          |               |          | 2 min 18 s 71 | 63    |
| Petar Angelov | Slalom géant | 1 min 59 s 87 | 67       | 2 min 01 s 96 | 66       | 4 min 01 s 83 | 64    |

#### Slalom hommes
| Athlète       | Manche 1        | Manche 1 | Manche 2 | Manche 2   | Finale         | Finale | Finale         | Finale | Finale        | Finale |
| Athlète       | Temps           | Rang     | Temps    | Rang       | Temps Manche 1 | Rang   | Temps Manche 2 | Rang   | Total         | Rang   |
| ------------- | --------------- | -------- | -------- | ---------- | -------------- | ------ | -------------- | ------ | ------------- | ------ |
| Petar Angelov | N'a pas terminé | –        | 57 s 60  | 1 Qualifié | 1 min 00 s 72  | 43     | 58 s 07        | 28     | 1 min 58 s 79 | 29     |

### Ski de fond

#### Hommes
| Épreuve | Athlète      | Course            | Course |
| Épreuve | Athlète      | Temps             | Rang   |
| ------- | ------------ | ----------------- | ------ |
| 15 km   | Petar Pankov | 50 min 54 s 1     | 25     |
| 30 km   | Petar Pankov | 1 h 41 min 42 s 9 | 26     |

#### Femmes
| Épreuve | Athlète           | Course        | Course |
| Épreuve | Athlète           | Temps         | Rang   |
| ------- | ----------------- | ------------- | ------ |
| 5 km    | Roza Dimova       | 19 min 05 s 6 | 33     |
| 5 km    | Tsvetana Sotirova | 18 min 27 s 3 | 31     |
| 5 km    | Velichka Pandeva  | 18 min 23 s 7 | 30     |
| 5 km    | Nadezhda Vasileva | 17 min 58 s 7 | 24     |
| 10 km   | Velichka Pandeva  | 43 min 26 s 3 | 31     |
| 10 km   | Roza Dimova       | 43 min 18 s 4 | 29     |
| 10 km   | Tsvetana Sotirova | 42 min 16 s 5 | 28     |
| 10 km   | Nadezhda Vasileva | 41 min 25 s 8 | 27     |

#### Relais 3 x 5 km femmes
| Athlètes                                             | Course            | Course |
| Athlètes                                             | Temps             | Rang   |
| ---------------------------------------------------- | ----------------- | ------ |
| Velichka Pandeva Nadezhda Vasileva Tsvetana Sotirova | 1 h 05 min 35 s 7 | 8      |

## Référence
- (en) Cet article est partiellement ou en totalité issu de l’article de Wikipédia en anglais intitulé « Bulgaria at the 1968 Winter Olympics » (voir la liste des auteurs).